# Волчков, Николай Яковлевич
Николай Яковлевич Волчков (12 декабря 1924 — 2 мая 1994) — командир отделения роты автоматчиков 396-го стрелкового полка (135-я стрелковая дивизия, 59-я армия, 1-й Украинский фронт), участник Великой Отечественной войны, кавалер ордена Славы трёх степеней.

## Биография
Родился 12 декабря 1924 года в селе Красный Бор (ныне Вешкаймского района Ульяновской области) в семье крестьянина. Русский. Образование неполное среднее. Работал в колхозе. В 1942 году был направлен на учёбу в Сызранское ремесленное училище железнодорожников № 7.
В августе 1942 года был призван в Красную армию Вешкаймским райвоенкоматом, ушёл в армию вместе с двоюродным братом. Братья Волчковы в запасном полку прошли школу младших командиров и летом 1943 года были направлены на фронт. Оба были зачислены командирами отделений в 396-й стрелковый полк 135-й стрелковой дивизии, которая в то время вела бои под Орлом. В составе этого полка Николай Волчков прошёл до Победы. Воевал на Брянском, Ленинградском, 1-м Украинском фронтах.
Боевое крещение получил в боях на Курской дуге, в Орловской наступательной операции. В одном из боёв погиб брат. В сентябре 1943 года дивизия участвовала в Брянской наступательной операции, преследуя отходящего противника, затем была отведена в резерв.
В конце октября 1943 года дивизия была передана в состав 1-го Украинского фронта для усиления его правого крыла, и с 6 ноября наступала из леса южнее Дачи Пуща Водица, 12 ноября перешла к обороне.
16 ноября 1943 года в бою с прорвавшейся группой танков и бронетранспортёров в районе села Сушанка (северо-западнее города Фастов, Киевская область, Украина) младший сержант Волчков с отделением автоматчиков преградил путь вражеской колонне, забросав её противотанковыми гранатами. Лично подбил в этой схватке бронетранспортёр и уничтожил около 10 гитлеровцев.
Приказом по частям 135-й стрелковой дивизии (№ 5/н) от 5 января 1944 года младший сержант Волчков Николай Яковлевич награждён орденом Славы 3-й степени.
С 24 декабря 1943 года дивизия принимала участие в Житомирско-Бердичевской операции, продвинувшись практически до подступов к Виннице. В марте апреле 1944 года участвовала в Проскуровско-Черновицкой операции.
25 марта 1944 года при прочёсывании села Буцное (южнее город Проскуров, ныне Хмельницкий, Украина) сержант Волчков в числе первых ворвался в расположение противника. Огнём из автомата и гранатами лично уничтожил около 10 гитлеровцев.
Приказом по войскам 60-й армии (№83/н) от 30 апреля 1944 года сержант Волчков Николай Яковлевич награждён орденом Славы 2-й степени.
В июне 1944 года дивизия прибыла на Карельский перешеек, где приняла участие в Выборгской операции, наступая северо-восточней Выборга. По окончании операции охраняла границу СССР на Карельском перешейке от реки Вуокса до Финского залива, затем выведена в резерв и передислоцирована в Польшу. В ходе Сандомирско-Силезской операции в начале 1945 года участвовала в освобождении города Краков, форсировала реку Одер, захватив плацдарм.
8 февраля 1945 года в боях при прорыве обороны противника недалеко от населённых пунктов Грос-Нойкирх и Кляйн-Элльгут (Германия) на левом берегу реки Одер сержант Волчков со своим отделением, без потерь личного состава, уничтожил три блокированные огневые пулемётные точки и более 20 солдат и офицеров противника. 9 февраля при отражении 12 контратак противника, отделении Волчкова прикрывало подступы к командному пункту полка. Дважды бой переходил в рукопашную схватку, но автоматчики не отступили с позиций. В этом бою сержант Волчков лично уничтожил 2 офицеров и 6 солдат противника, взял у них ценные для командования документы.
Был представлен к награждению орденом Славы 1-й степени.
В дальнейшем старший сержант Волчков в составе дивизии участвовал в Нижне-Силезской и Верхне-Силезской операциях. В одном из боёв был тяжело ранен. День Победы встретил в госпитале в городе Харьков.
Указом Президиума Верховного Совета СССР  от 27 июня 1945 года сержант Волчков Николай Яковлевич награждён орденом Славы 1-й степени. Стал полным кавалером ордена Славы.
Последний боевой орден был вручён только в 1949 году, когда Волчков продолжал лечиться в госпитале, уже в городе Ульяновск. Стал инвалидом, ампутировали правую ногу. В следующие годы перенёс ещё две сложные операции.
Старшина в отставке. Вернулся в родное село. Работал председателем сельского Совета. Затем переехал в город Орск Оренбургской области. Работал механиком на трикотажной фабрике. В 1958 году окончил школу рабочей молодёжи № 8, в 1964 году - Оренбургский текстильный техникум.
В 1984 году вернулся на родину, Жил в городе Новоульяновск Ульяновской области. Скончался 2 мая 1994 года. Похоронен на кладбище села Большие Ключищи Ульяновский район (Ульяновская область).

## Награды
(См. фото)
- орден Отечественной войны I степени (11.03.1985)[4]
- орден Славы I степени(27.06.1945)[5]
- орден Славы II степени(30.04.1944)[6]
- орден Славы III степени (30.04.1944)[7]
  - медали, в том числе:
  - «За победу над Германией в Великой Отечественной войне 1941—1945 гг.» (1945)[8]

## Память
- В городе Новоульяновск на доме, где последние годы жил ветеран (улица Мира, д. 11), в 2000 году установлена мемориальная доска.
- В посёлке Вешкайма на Аллее Героев установлен бюст.